# Mariona Ortiz
Mariona Ortiz Vives (Calella, Barcelona, 28 de febrero de 1992) es una jugadora española de baloncesto profesional. Con 1,81 de estatura juega de base en el Casademont Zaragoza, equipo con el que tiene contrato hasta la temporada 26/27. Es internacional en las categorías inferiores y absoluta con España.
Su carrera profesional empezó en el CB Calella, donde estuvo durante 6 años. Después fichó por el platges de Mataró dónde se ha desarrollado la mayor parte de su formación. En 2011, ya con experiencia en LF de la mano de Girona ficha por Caja Rural Zamarat, equipo en el que permanece durante 2 temporadas. En el verano de 2013 es fichada por Perfumerías Avenida de Salamanca, en el que juega 2 temporadas y media, antes de regresar en diciembre de 2015 a Caja Rural Zamarat para lo que resta de temporada. En 2016 pone rumbo a Europa, dónde jugará en Polonia y Bélgica durante 5 temporadas. En la temporada 2021/2022 decide volver a España junto al Club Baloncesto Estudiantes, en el que disputa una temporada antes de poner rumbo al Casademont Zaragoza, su equipo actual. En 2023 gana su tercera Copa de la Reina hecho que le da paso a volver a jugar EuroLiga.

## Trayectoria[1]
|         | TEMP. | CATEG.    | INT.       | CLUB [EQUIPO]                                             | FECHA ALTA | FECHA BAJA |
| ------- | ----- | --------- | ---------- | --------------------------------------------------------- | ---------- | ---------- |
| España  | 10/11 | L.F.      |            | UNI GIRONA CLUB BASQUET [GIRONA FC]                       | 06/10/2010 |            |
| España  | 11/12 | L.F.      |            | CLUB DEPORTIVO ZAMARAT [CAJA RURAL TINTOS DE TORO]        | 06/10/2011 |            |
| España  | 12/13 | L.F.      |            | CLUB DEPORTIVO ZAMARAT [TINTOS DE TORO CAJA RURAL]        | 08/10/2012 |            |
| España  | 13/14 | L.F.      | EUROLEAGUE | CLUB BALONCESTO AVENIDA [PERFUMERIAS AVENIDA]             | 24/09/2013 |            |
| España  | 14/15 | L.F.      | EUROLEAGUE | CLUB BALONCESTO AVENIDA [PERFUMERIAS AVENIDA]             | 02/10/2014 |            |
| España  | 15/16 | L.F.      | EUROLEAGUE | CLUB BALONCESTO AVENIDA [PERFUMERIAS AVENIDA]             | 15/09/2015 | 03/12/2015 |
| España  | 15/16 | L.F.      |            | CLUB DEPORTIVO ZAMARAT [QUESOS EL PASTOR DE LA POLVOROSA] | 04/12/2015 |            |
| Polonia | 16/17 |           | EUROLEAGUE | CCC POLKOWICE                                             |            |            |
| Bélgica | 17/18 |           | EUROCUP    | BASKET NAMUR CAPITALE                                     |            |            |
| Bélgica | 18/19 |           | EUROLEAGUE | BC CASTORS BRAINE                                         |            |            |
| Bélgica | 19/20 |           | EUROLEAGUE | BC CASTORS BRAINE                                         |            |            |
| Bélgica | 20/21 |           | EUROCUP    | BC CASTORS BRAINE                                         |            |            |
| España  | 21/22 | LF ENDESA | EUROCUP    | ESTUDIANTES [MOVISTAR ESTUDIANTES]                        | 15/09/2021 | 29/09/2022 |
| España  | 22/23 | LF ENDESA | EUROCUP    | CLUB DEPORTIVO BASKET ZARAGOZA 2002 [CASADEMONT ZARAGOZA] | 30/09/2022 |            |
| España  | 23/24 | LF ENDESA | EUROLEAGUE | CLUB DEPORTIVO BASKET ZARAGOZA 2002 [CASADEMONT ZARAGOZA] |            |            |
| España  | 24/25 | LF ENDESA | EUROLEAGUE | CLUB DEPORTIVO BASKET ZARAGOZA 2002 [CASADEMONT ZARAGOZA] |            |            |

### Selección Española[2]
| Año  | Evento                                       |
| ---- | -------------------------------------------- |
| 2025 | Campeonato Europeo de Baloncesto Femenino    |
| 2024 | Torneo olímpico de Baloncesto Femenino       |
| 2012 | U20 European Championship Women - DIVISION A |
| 2011 | FIBA U19 World Championship for Women        |
| 2011 | U20 European Championship Women - DIVISION A |
| 2010 | U18 European Championship Women - DIVISION A |
| 2009 | U18 European Championship Women              |
| 2008 | U16 European Championship Women - DIVISION A |

## Palmarés

### Selección española

#### Absoluta
- Eurobasket 2025 ( Alemania,  República Checa,  Grecia,  Italia)

#### Categorías inferiores
- Europeo U16 2008 ( Polonia)
- Europeo U18 2009 ( Suecia)
- Europeo U20 2011 ( Serbia)
- Europeo U18 2010 ( Eslovaquia)
- Mundial U19 2011 ( Chile)

### Club
- Copa de la Reina (3): 2014, 2015, 2023
- Supercopa de España (2): 2013, 2014
- Lliga catalana de Bàsquet femenina (1): 2010-11
- Copa belga (1): 2017-18